# Heteropoda jiangxiensis
Heteropoda jiangxiensis là một loài nhện trong họ Sparassidae.
Loài này thuộc chi Heteropoda. Heteropoda jiangxiensis được S. Q. Li miêu tả năm 1991.